# Кобахия, Валериан Османович
Валериан Османович Кобахия (15 мая 1929 — 28 августа 1992) — советский абхазский государственный и партийный деятель.

## Биография
Родился 15 мая 1929 года. Окончил Сухумский педагогический институт. В 1951 году начал работу учителем в Абхазии.
После вступления в КПСС в 1954 году — на партийной и комсомольской работе.
Последовательно занимал должности секретаря районного комитета ЛКСМ Грузии, а затем секретаря Абхазского областного комитета ЛКСМ Грузии.
С 1958 года был председателем Исполнительного комитета районного Совета в Абхазской АССР.
С 1962 года — 1-й секретарь Гудаутского районного комитета КП Грузии.
До 1965 года также был секретарем комитета КП Грузии производственного колхозно-совхозного управления по Абхазской АССР.
В 1965—1975 годах — 1-й секретарь Абхазского областного комитета КП Грузии.
В 1975—1978 годах — секретарь Президиума Верховного Совета Абхазской АССР.
С 1978 года до 4 декабря 1990 года был председателем Президиума Верховного Совета Абхазской АССР. Избирался депутатом Совета Союза Верховного Совета СССР 7, 8, 9 созывов.
25 августа 1990 года как глава парламента подписал Декларацию о государственном суверенитете Абхазии.
Умер 28 августа 1992 года.

## Семья
Был женат. От брака есть сын Беслан, советник президента всемирного конгресса абхазо-абазинского народа.